# Christoph Landsgesell
Christoph Landsgesell (* 1984 in Kaufbeuren) ist ein deutscher Journalist. Er ist Chefredakteur der deutschsprachigen Ausgabe von Sports Illustrated.

## Karriere
Nach dem Abitur am Jakob-Brucker-Gymnasium studierte Landsgesell ab 2004 Politikwissenschaften und Neuere und Neueste Geschichte an der Universität Augsburg. Nach diversen journalistischen Praktika absolvierte er von 2008 bis 2010 ein Volontariat bei der Abendzeitung in München.
2011 wurde er Sportredakteur der Abendzeitung, ab 2014 übernahm er die Ressortleitung.
2019 wechselte er als Textchef zu GQ.
Seit September 2021 ist er Chefredakteur der ersten deutschsprachigen Ausgabe von Sports Illustrated. Die digitale Ausgabe sportsillustrated.de startete im Herbst 2021, im Dezember folgte die Printausgabe mit einer Startauflage von 100.000 Exemplaren, die in Deutschland, Österreich und der Schweiz vertrieben wurde. 2023 wurde die Erscheinungsfrequenz von vier auf sechs Ausgaben pro Jahr erhöht. Die Verlagsmutter Kouneli Holding gibt seit 2019 ebenfalls den deutschen Playboy heraus.